# Statens Museum for Kunst

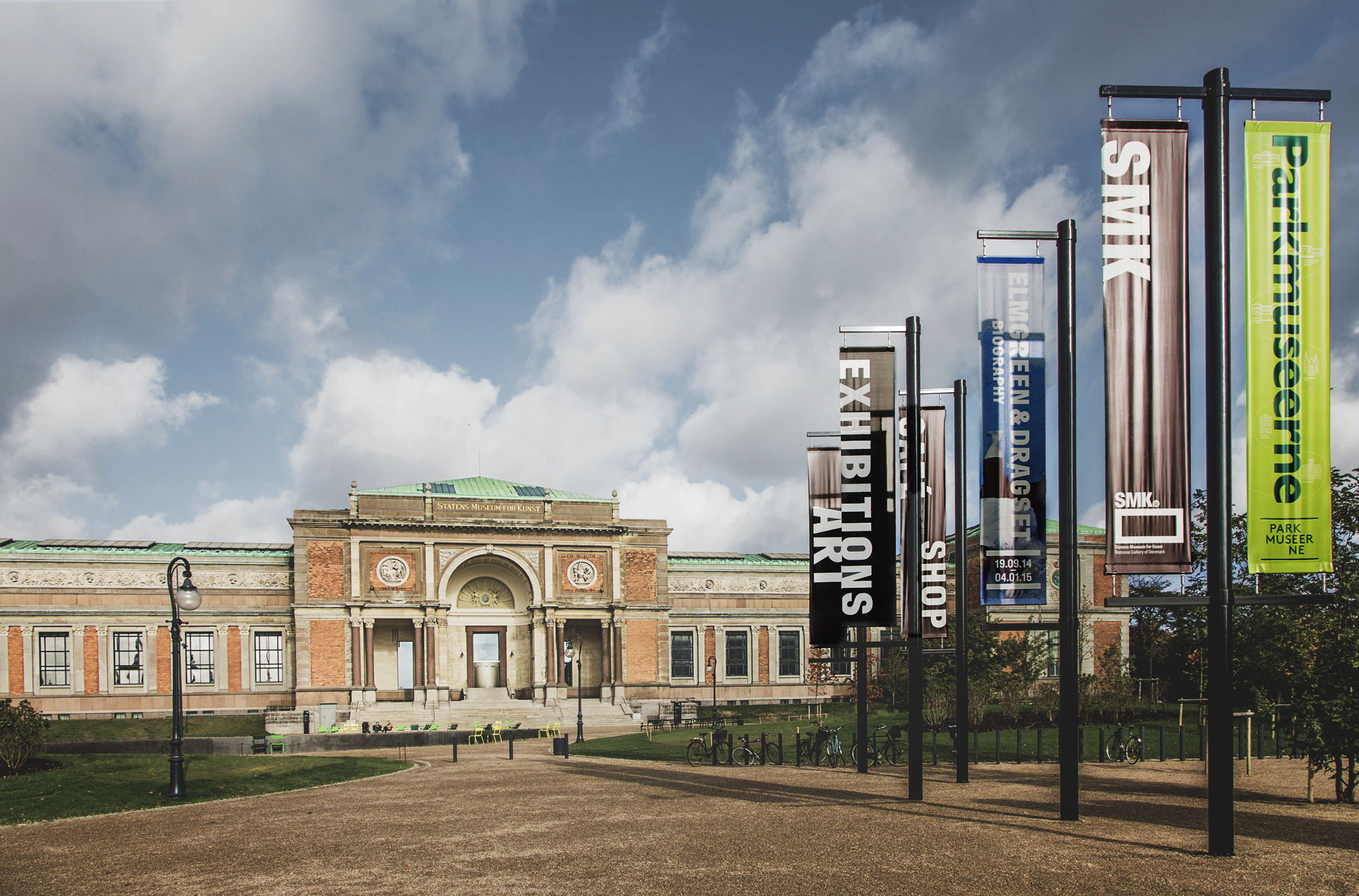
SMK - Statens Museum for Kunst. Framsidan med huvudingången.

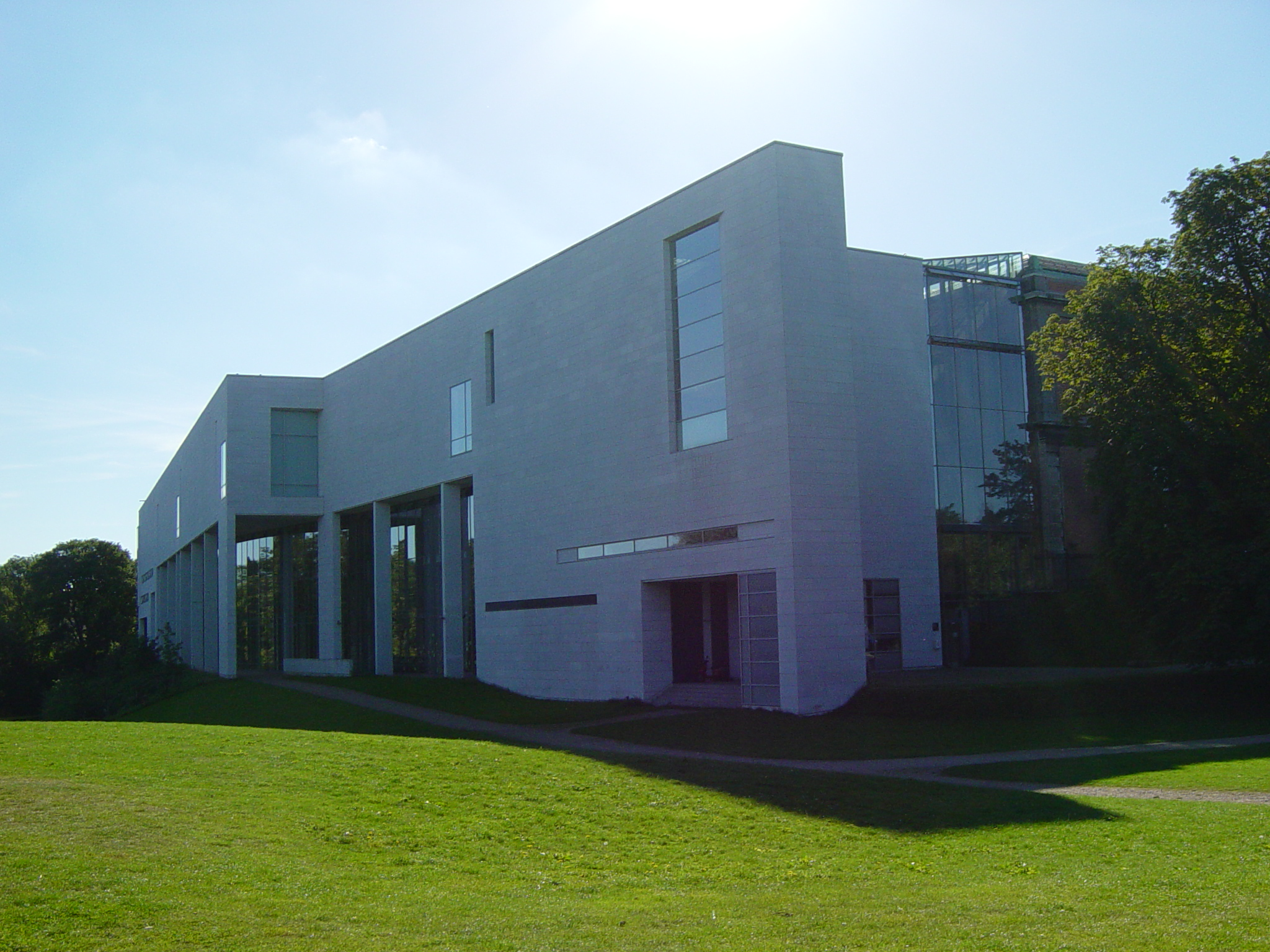
Tillbyggnad på museets baksida

SMK – Statens Museum for Kunst är ett konstmuseum i Köpenhamn, Danmark med ursprung i Den Kongelige Malerisamling. 
Det är Danmarks nationalgalleri och ett av de mest besökta museerna i landet. Museet ligger vid Sølvgade i parken Østre Anlæg i Köpenhamns innerstad. Den äldsta byggnaden är från 1896. Museet har senare utvidgats 1970 och 1998. I museets nuvarande utförande befinner sig delar av den tidigare fasaden innanför påbyggnaderna från 1990-talet.